# 하이로닉
주식회사 하이로닉(Hironic)은 대한민국의 뷰티 의료 기기 기업으로, 본사는 경기도 용인시 수지구 신수로 767, 19층(동천동, 분당수지U-TOWER)에 있다.

## 제품
RF 마이크로니들 기반 범용전기수술기

## 특허분쟁
- 2013년 미국 가이디드 테라피 시스템스(Guided therapy systems)와의 특허무효심판에서 특허심판원은 “이 사건 특허발명 청구내용 전항의 목적, 구성 및 효과가 선행 문헌들에 의해 진보성이 부정된다”며 “따라서 해당 특허발명은 무효로 간주해도 무방하다“고 하이로닉의 주장을 대부분 받아들여서 회사가 승소했다.[6]
- 2014년 미국 울쎄라 인코포레이션과의 1년 이상 진행된 고강도 집속 초음파(HIFU) 의료 기기 관련 특허 소송을 최근에 각자의 특허권을 인정하고 상호 제소하지 않겠다는 '불제소합의(non-assertion agreement)'를 결정한 적이 있다.[7]

## 같이 보기
- 아스테라시스
- 클래시스
- 원텍